# Epico (genere letterario)
Con il termine epico viene indicato tradizionalmente un genere letterario che interessa sia la prosa che la poesia (in tal caso si parla di poesia epica). Nella moderna terminologia, esso viene usato anche per indicare un certo tipo di prodotto cinematografico, teatrale, musicale, televisivo o videoludico in cui la storia affronta tematiche di grandezza ed eroismo. Gli studiosi sostengono che questo genere si sia allontanato con il tempo dalle sue origini nella poesia orale per essere trapiantato in successivi media narrativi.

## Tipologie
Esistono diverse tipologie di "epico narrativo", in primis il fantasy epico (meglio noto come high fantasy), sottogenere della narrativa fantasy (un esempio è Il Signore degli Anelli di J. R. R. Tolkien). Tutte le opere che vi rientrano possiedono almeno tre aspetti in comune: sono saghe (trilogie o più), il loro arco narrativo copre un periodo di tempo molto lungo (un anno o più) e contengono una grande ambientazione di back-story o universo in cui la trama ha luogo. La tradizione del fantasy epico non è solo una tradizione occidentale: ad esempio ci sono quella araba de Le mille e una notte o quella indiana di Rāmāyaṇa e Mahābhārata.
Un film epico può essere storico, religioso o western, sebbene abbracci anche altri generi, quale la fantascienza e il dramma.
L'epico femminile esamina i modi in cui gli autori femminili hanno adattato la tradizione epica maschile per esprimere le proprie visioni eroiche, come le opere cavalleresche medievali, dell'epica nazionale e pan-nazionale. Anche le biografie di personaggi storici realmente esistiti sono state considerate una sorta di "letteratura epica": tra gli esempi sono incluse le avventure di esplorazione di Ernest Shackleton in Antartide.